# Culicoides aitkeni
Culicoides aitkeni är en tvåvingeart som beskrevs av Wirth och Blanton 1968. Culicoides aitkeni ingår i släktet Culicoides och familjen svidknott. Inga underarter finns listade i Catalogue of Life.